# Lowrzīnī
Lowrzīnī (persiska: لُورزينا, Lowrzīnā, لورزینی) är en ort i Iran.   Den ligger i provinsen Västazarbaijan, i den nordvästra delen av landet, 600 km väster om huvudstaden Teheran. Lowrzīnī ligger 1 553 meter över havet och antalet invånare är 851.
Terrängen runt Lowrzīnī är bergig åt sydväst, men åt nordost är den kuperad.Runt Lowrzīnī är det ganska tätbefolkat, med 129 invånare per kvadratkilometer. Närmaste större samhälle är Nergī, 14,3 km norr om Lowrzīnī. Trakten runt Lowrzīnī består i huvudsak av gräsmarker.